# Dresden-concept

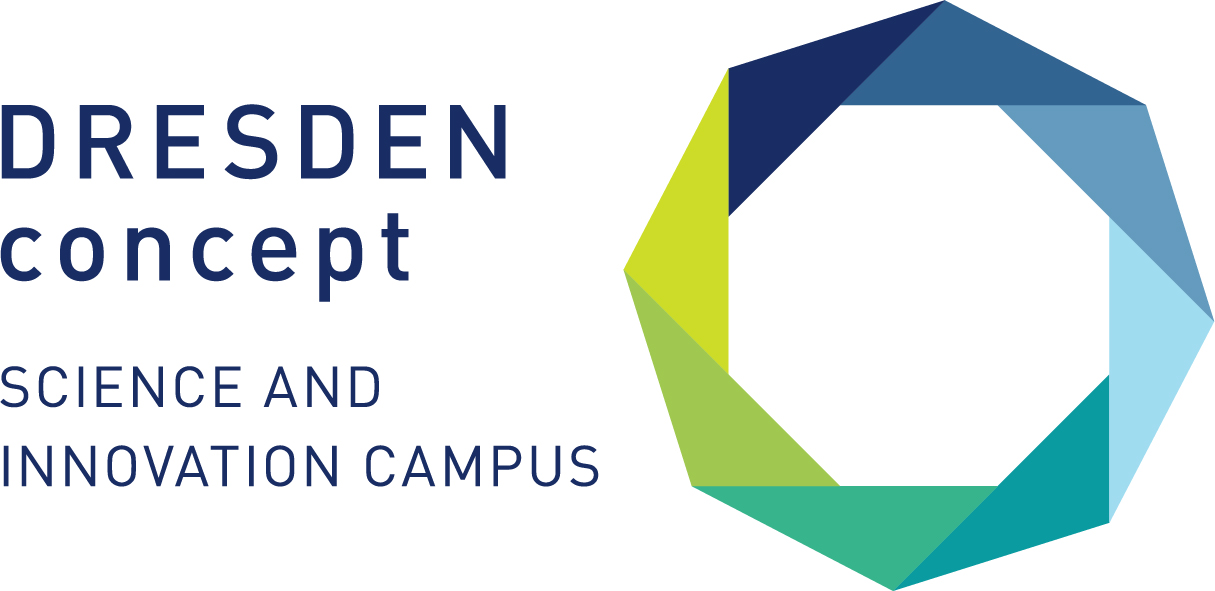
DRESDEN-concept, Logo

Dresden-concept e. V. (Eigenschreibweise: DRESDEN-concept e. V.) ist die Forschungsallianz der Technischen Universität Dresden und lokaler außeruniversitärer Forschungs- und Kultureinrichtungen, die sich zusammengeschlossen haben, um die Zusammenarbeit unter den Partnereinrichtungen zu stärken und Synergien in Forschung und Lehre sowie Infrastruktur und Verwaltung zu erkennen und zu nutzen. 2020 übernahm Gerhard Rödel die Position als Geschäftsführer.

## Geschichte
Am 20. August 2010 wurde der Verein mit folgenden Gründungsmitgliedern gegründet: TU Dresden, das Universitätsklinikum Carl Gustav Carus Dresden, das Helmholtzzentrum Dresden-Rossendorf, die Leibniz-Institute Leibniz-Institut für Polymerforschung Dresden und Leibniz-Institut für Festkörper- und Werkstoffforschung Dresden, das Deutsche Hygiene-Museum Dresden, die Sächsische Landesbibliothek – Staats- und Universitätsbibliothek, die Staatliche Kunstsammlungen Dresden, die Max-Planck Institute Max-Planck-Institut für molekulare Zellbiologie und Genetik, Max-Planck-Institut für Physik und Max-Planck-Institut für Chemische Physik fester Stoffe und die Fraunhofer-Institute Fraunhofer-Institut für Keramische Technologien und Systeme, Fraunhofer-Institut für Photonische Mikrosysteme, Fraunhofer-Institut für Werkstoff- und Strahltechnik und Fraunhofer-Institut für Organische Elektronik, Elektronenstrahl- und Plasmatechnik FEP. 2013 wurde das Welcome Center der TU Dresden als DRESDEN-concept Welcome Center at TU Dresden umbenannt und dient seither als gemeinsame Servicestelle. Am 10. Oktober 2020 feierte der Verein im Deutschen Hygiene-Museum Dresden sein 10-jähriges Bestehen. Aktuell umfasst die Allianz 41 Partnerinstitutionen.

## Zielsetzung
Ziel des Netzwerkes ist es, die Zusammenarbeit unter den Partnereinrichtungen zu stärken und Synergien zwischen der TU Dresden und den außeruniversitären Dresdner Forschungs- und Kultureinrichtungen in Forschung und Lehre sowie Infrastruktur und Verwaltung zu nutzen. Bei den Exzellenzwettbewerben des Bundes und der Länder, bei denen die TU Dresden in den Jahren 2012 und 2019 den Exzellenztitel gewinnen bzw. verteidigen konnte, erwies sich DRESDEN-concept als ein bedeutsamer Faktor.

## Maßnahmen und Projekte
Zur Unterstützung und Intensivierung der Zusammenarbeit zwischen den Partnereinrichtungen wurden und werden zahlreiche interne Maßnahmen und Projekte initiiert, darunter:
- Das DRESDEN-concept Welcome Center at TU Dresden heißt internationale Wissenschaftler und ihre Familien willkommen und unterstützt sie bei ihrem Start an ihrem neuen Wohn- und Arbeitsort.[4]
- DDc Research Groups bieten herausragenden Nachwuchswissenschaftlern einen optimalen Rahmen zur Etablierung einer eigenen Arbeitsgruppe. Die Arbeitsgruppen adressieren innovative Forschungsthemen und können dabei auf die Expertise von zwei oder mehreren DDc Partnereinrichtungen zurückgreifen, welche die DDc Research Group gemeinsam tragen.[5]
- DDc Summer Schools sind insbesondere an (inter)nationale Studierende, Promovierende und Postdocs gerichtet. Sie werden von TU Dresden und mindestens einer weiteren DDc-Partnerinstitution organisiert und durchgeführt. Bei zeitgleich stattfindenden Summer Schools sind übergreifende Vernetzungsveranstaltungen geplant.[6]
- Das Dresden Genome Center (DGC) bildet eine campusweit genutzte Technologieplattform, die den Zugang zu modernsten Genom Analyse-methoden und -verfahren ermöglicht.[7]
- Das Dresden Technologieportal ist eine gemeinsame Datenbank, welche Informationen über wissenschaftliche Instrumente, Dienstleistungen und Technologien der Partner bereitstellt.[8]
- Die Biopolis Dresden Imaging Platform (BioDIP) ist ein dresdenweites Netzwerk von Licht- und Elektronenmikroskopie-Standorten und bietet Zugang zu den modernsten Technologien im bildgebenden Bereich. Derzeit stehen den Wissenschaftlern über 50 licht- und elektronenmikroskopische Systeme an acht Standorten in fünf Forschungsinstitutionen zur Verfügung.[9]
- Im Dresden Science Calendar werden alle wissenschaftlichen Veranstaltungen im Raum Dresden auf einen Blick zugänglich gemacht.[10]

## Partnerinstitutionen
Im Netzwerk Dresden-concept sind derzeit folgende 41 Mitgliedseinrichtungen:

### Universität, Universitätsklinikum und Hochschulen
- Technische Universität Dresden (TUD)
- Universitätsklinikum Carl Gustav Carus Dresden
- Hochschule für Technik und Wirtschaft Dresden (HTWD)
- Hochschule für Bildende Künste Dresden (HfBK)
- Hochschule für Musik Carl Maria von Weber Dresden
- Evangelische Hochschule Dresden (ehs)
- Duale Hochschule Sachsen (DHSN), Staatliche Studienakademie Dresden

### Dresdner Institute der Max-Planck-Gesellschaft
- Max-Planck-Institut für Molekulare Zellbiologie und Genetik (MPI-CBG)
- Max-Planck-Institut für Physik komplexer Systeme (MPI PKS)
- Max-Planck-Instituts für Chemische Physik fester Stoffe (MPI CPfS)

### Dresdner Institute der Fraunhofer-Gesellschaft
- Fraunhofer-Institut für Fertigungstechnik und Angewandte Materialforschung IFAM (Fraunhofer IFAM)
- Fraunhofer-Institut für Keramische Technologien und Systeme IKTS (Fraunhofer IKTS)
- Fraunhofer-Institut für Organische Elektronik, Elektronenstrahl und Plasmatechnik FEP (Fraunhofer FEP)
- Fraunhofer-Institut für Photonische Mikrosysteme IPMS (Fraunhofer IPMS)
- Fraunhofer-Institut für Verfahrenstechnik und Verpackung IVV (Fraunhofer IVV)
- Fraunhofer-Institut für Verkehrs- und Infrastruktursysteme IVI (Fraunhofer IVI)
- Fraunhofer-Institut für Werkzeugmaschinen und Umformtechnik IWU (Fraunhofer IWU)
- Fraunhofer-Institut für Zuverlässigkeit und Mikrointegration-All-Silicon Systeme Integration IZM-ASSID (Fraunhofer IZM-ASSID)
- Fraunhofer-Institut für Werkstoff- und Strahltechnik IWS (Fraunhofer IWS)

### Dresdner Institute der Leibniz-Gemeinschaft
- Leibniz-Institut für Festkörper- und Werkstoffforschung (IFW)
- Leibniz-Institut für ökologische Raumentwicklung (IÖR)
- Leibniz-Institut für Polymerforschung Dresden (IPF)
- Senckenberg Naturhistorische Sammlungen Dresden (SNSD)

### Dresdner Institute der Helmholtz-Gemeinschaft
- Helmholtz-Zentrum Dresden-Rossendorf (HZDR)
- Deutsches Zentrum für Neurodegenerative Erkrankungen (DZNE)
- DLR-Institut für Softwaremethoden zur Produkt-Virtualisierung (DLR-SP)
- Deutsches Krebsforschungszentrum (DKFZ), Standort Dresden
- Paul-Langerhans-Institut Dresden (PLID)

### Kultureinrichtungen
- Deutsches Hygiene-Museum Dresden (DHMD)
- HELLERAU – Europäisches Zentrum der Künste
- Landesamt für Archäologie (LfA)
- Sächsische Landesbibliothek – Staats- und Universitätsbibliothek Dresden (SLUB)
- Staatliche Kunstsammlungen Dresden (SKD)
- Technische Sammlungen Dresden (TSD)

### Weitere Forschungseinrichtungen
- Barkhausen Institut (BI)
- Hannah-Arendt-Institut für Totalitarismusforschung e. V. an der TU Dresden (HAIT)
- PTS – Institut für Fasern & Papier gGmbH
- NaMLab gGmbH
- Institut für Sächsische Geschichte und Volkskunde e. V.
- Kurt-Schwabe-Institut für Mess- und Sensortechnik Meinsberg e. V. (KSI Meinsberg)

### International Affiliate
- Universität der Vereinten Nationen - Institut für Integriertes Management von Materialflüssen und Ressourcen (UNU-FLORES)